# Stadthaupt
Stadthaupt (russisch Городской голова, gorodskoj golowa; historisch Городская голова, gorodskaja golowa) war die offizielle Bezeichnung für die Vorsteher von Städten im Russischen Kaiserreich zwischen 1766 und 1918. Es entsprach der Funktion eines Oberbürgermeisters.

## Geschichte
1766 erließ die Zarin Katharina II. einen Erlass über die Einführung neuer Stadtverfassungen im Russischen Reich. Diese beinhaltete Veränderungen von Strukturen und Kompetenzen innerhalb der Stadtverwaltungen und die Einführung von Stadthäuptern.
In den baltischen Ostseegouvernements, deren höhere Bürgerschaft überwiegend deutschsprachig war, wurden diese Veränderungen 1786/87 in den neuen Statthalterschaften in Riga und Reval eingeführt. Damit wurden die bisherigen Ratsverfassungen, die noch aus dem Mittelalter stammten und den einflussreichsten Rats- und Kaufmannsfamilien dieser Städten fast die alleinige Entscheidungsmacht ermöglichten, abgeschafft.
Nach dem Tod Katharinas 1796 wurden dort die alten Ratsstrukturen mit mehreren Bürgermeistern wieder hergestellt. In anderen Städten des Russischen Reiches wurden verschiedene neue Ratsverfassungen eingeführt, die Bezeichnung Stadthaupt blieb dabei meist erhalten.
1870 wurden weitere Veränderungen der Ratsverfassungen im Russischen Reich angeordnet. In den folgenden Jahren wurde diese auch in den baltischen Gouvernements wieder eingeführt, z. B. in Reval 1877, das Stadtoberhaupt hieß  dort offiziell wieder Stadthaupt.
Anfang 1918 wurden nach dem Oktoberumsturz die alten Strukturen abgeschafft und durch neue ersetzt.
In der Ukraine wurde die Bezeichnung Stadthaupt (міський голова, miskyj holowa) 1990 wieder eingeführt, in Russland ist die Bezeichnung Bürgermeister (mer) gebräuchlich.

## Verfassung
Das Stadthaupt stand der Stadtverwaltung (uprawa) und der Stadtverordnetenversammlung (gorodskaja duma, im Baltikum Magistrat) vor. Er hatte je zwei Bürgermeister und mehrere Ratsmitglieder (in St. Petersburg, Moskau, Riga und Reval sechs, in den meisten anderen Städten weniger) an seiner Seite.
Das Stadthaupt wurde alle zwei, drei oder vier Jahre gewählt. Es hatte einige exklusive Entscheidungsbefugnisse, zum Beispiel Entscheidungen in Notsituationen der Stadt zu treffen. Das Stadthaupt leitete auch das Waisengericht.